# Hookeriales
Ordre
Les Hookeriales sont un ordre de mousses de la classe des Bryopsida.

## Liste des familles
Selon GBIF (17 juin 2021) :
- Adelotheciaceae
- Daltoniaceae
- Garovagliaceae
- Hookeriaceae
- Hypopterygiaceae
- Leucomiaceae
- Pilotrichaceae
- Saulomataceae
- Schimperobryaceae

Selon Tropicos (17 juin 2021) :
- Adelotheciaceae W.R. Buck, 1987
- Callicostaceae H.A. Crum, 1984
- Cyathophoraceae Kindb., 1898
- Daltoniaceae Schimp., 1860
- Distichophyllaceae H.A. Mill., 1971
- Ephemeropsaceae W. Schultze-Motel, 1970
- Ephemeropsidaceae W. Schultze-Motel, 1970
- Hookeriaceae Schimp., 1856
- Hookeriineae M. Fleisch., 1920
- Leucomiaceae Broth., 1908
- Mniadelphaceae Kindb., 1898
- Nemataceae Broth., 1907
- Nematacineae M. Fleisch., 1920
- Pilotrichaceae Kindb., 1899
- Pterygophyllaceae Braithw., 1903
- Saulomataceae W.R. Buck, C.J. Cox, A.J. Shaw & Goffinet, 2005
- Schimperobryaceae W.R. Buck, C.J. Cox, A.J. Shaw & Goffinet, 2005

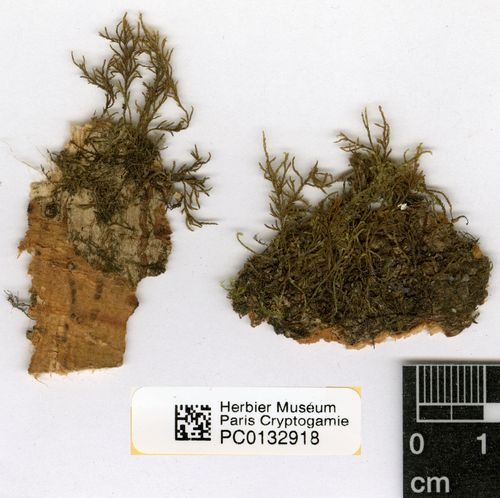
Pilotrichum luciae, collecté en Martinique.
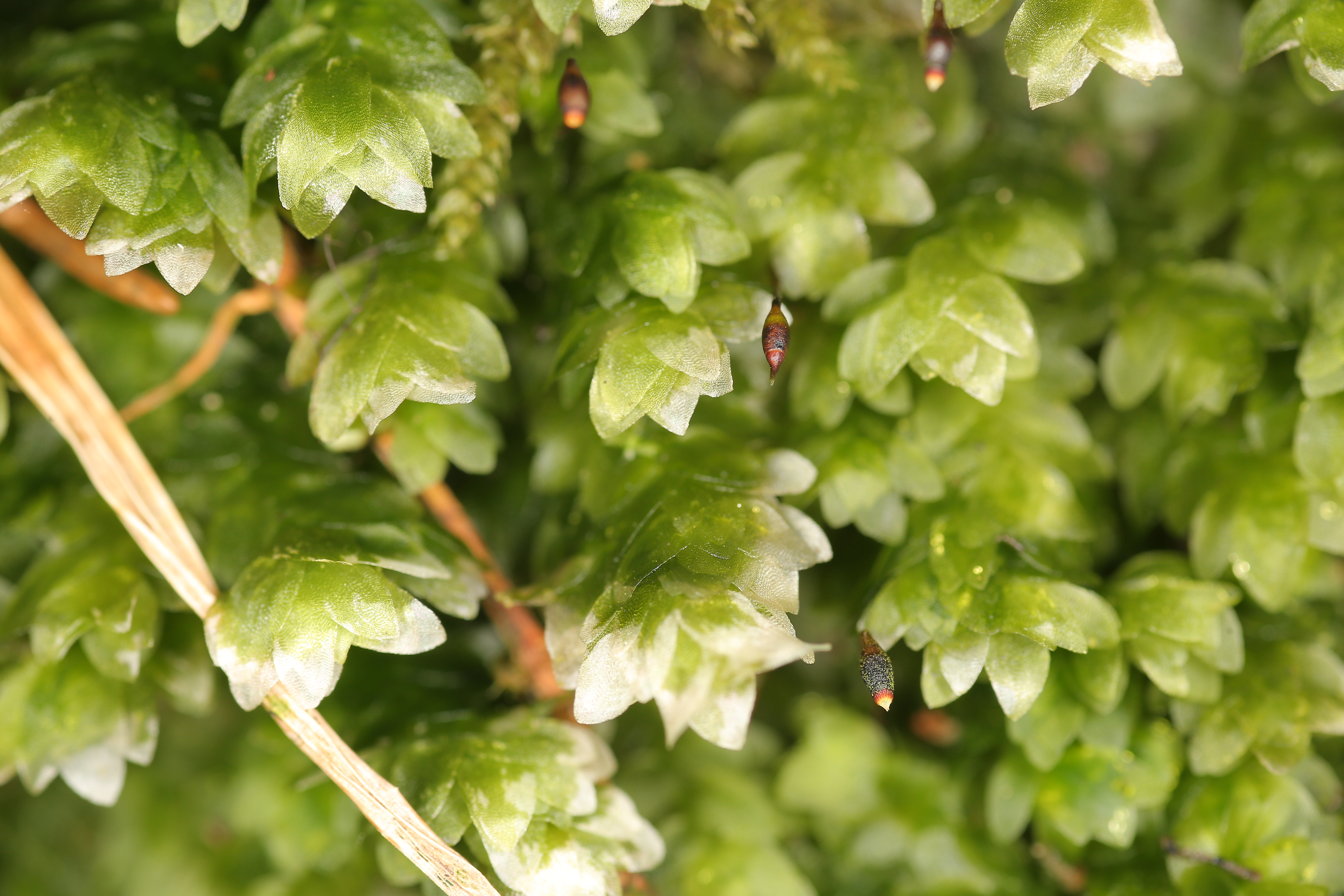
Hookeria lucens.
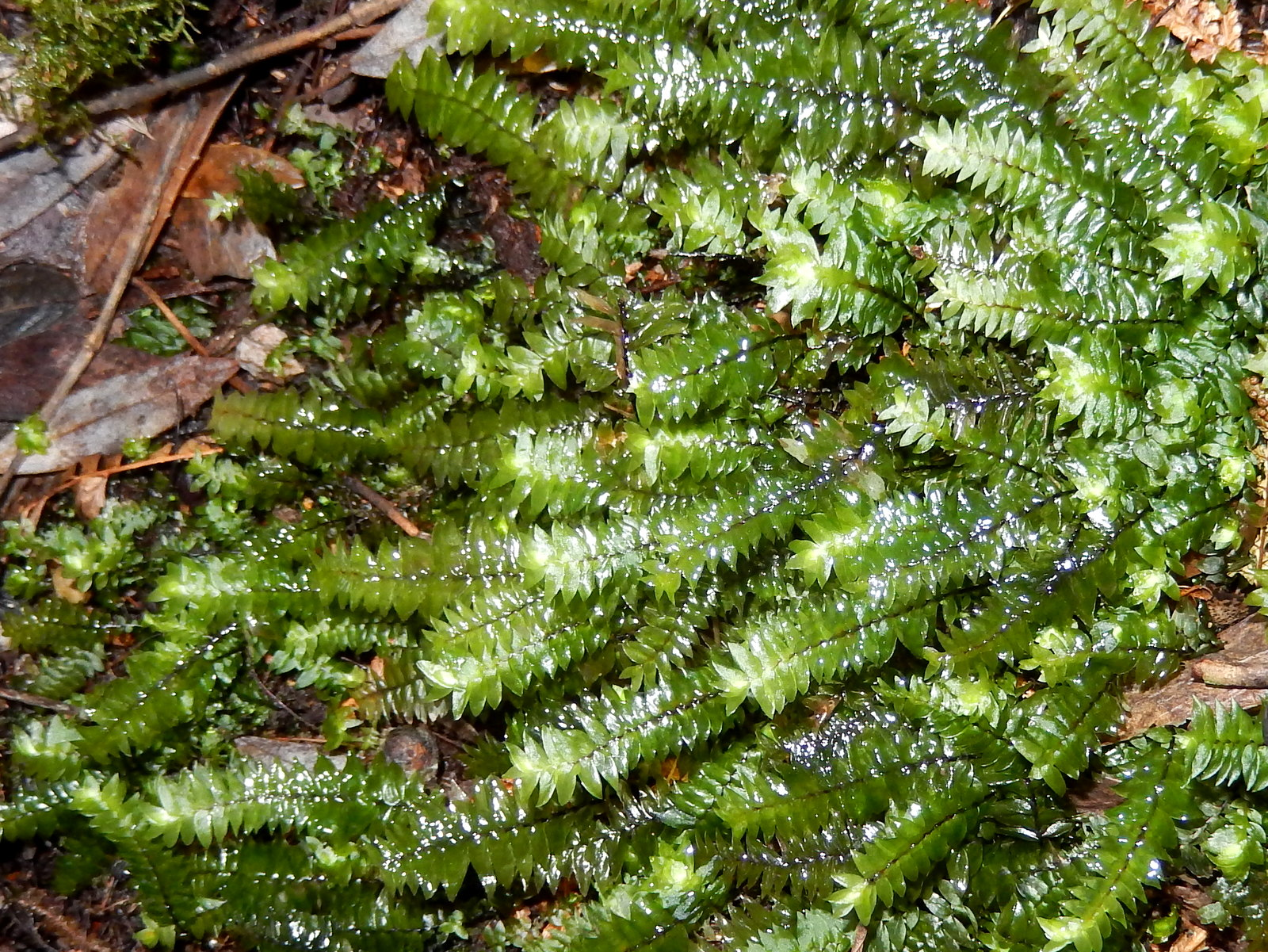
Cyathophorum bulbosum.
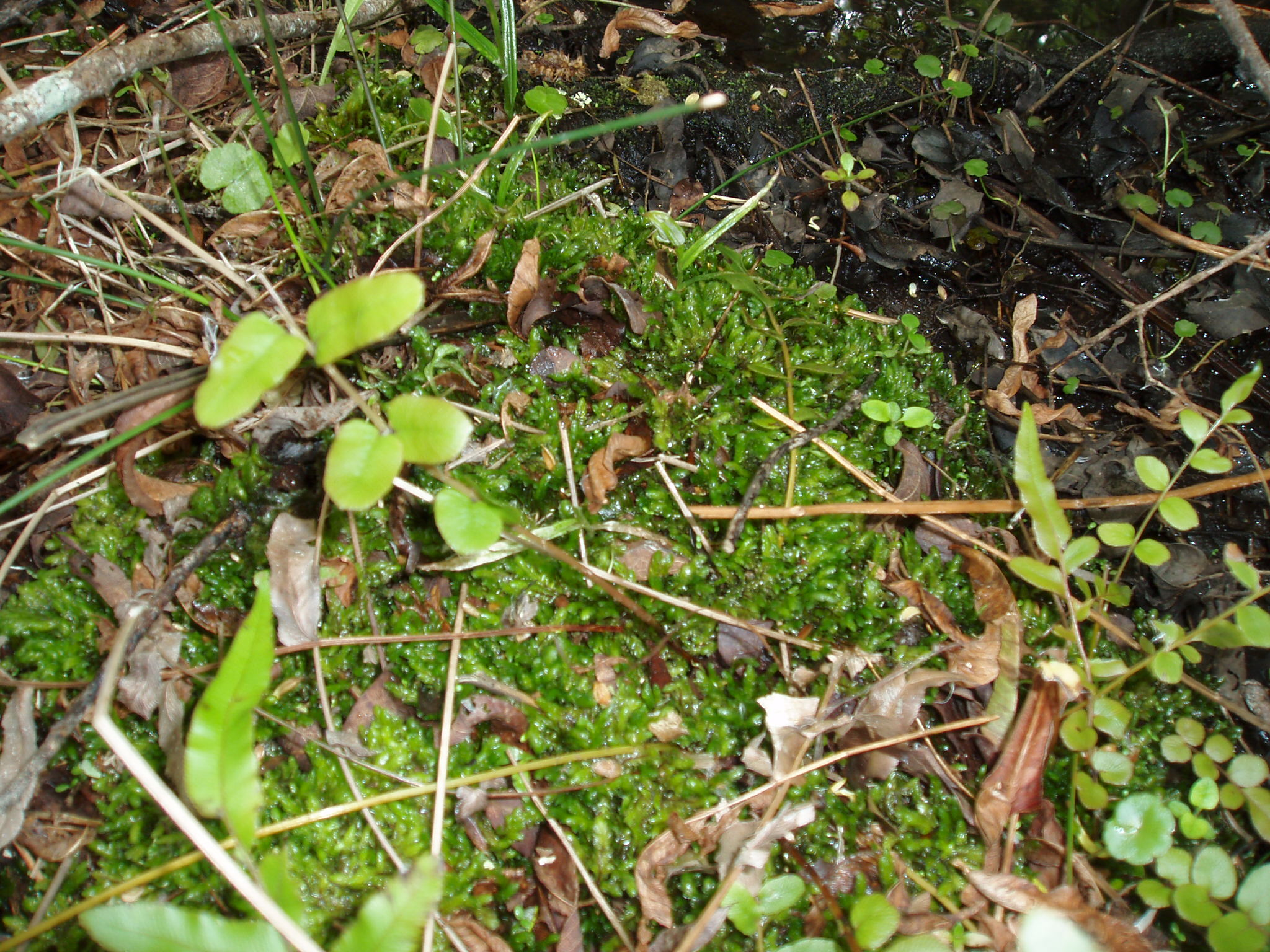
Distichophyllum pulchellum.
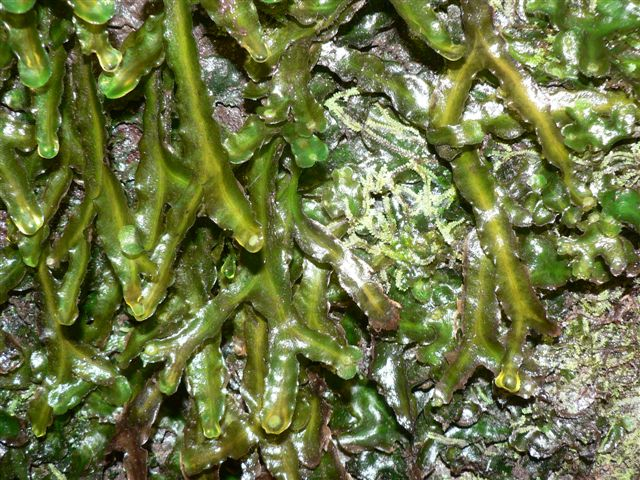
Achrophyllum dentatum.

## Systématique
Le nom scientifique de ce taxon est Hookeriales, choisi par le botaniste Max Fleischer (da), en 1920, pour le genre type Hookeria.